# 红衣少女
《红衣少女》是1985年上映的中国大陆剧情片，由峨眉电影制片厂出品，陆小雅执导，邹倚天、罗燕、朱旭、王频、黄宗洛、李岚等领衔主演。影片改编自铁凝的中篇小说《没有纽扣的红衬衫》。

## 奖项
影片获1985年第5届中国电影金鸡奖最佳故事片奖、第8届大众电影百花奖最佳故事片奖、文化部1984年度优秀影片一等奖。